# Ruth Zadek

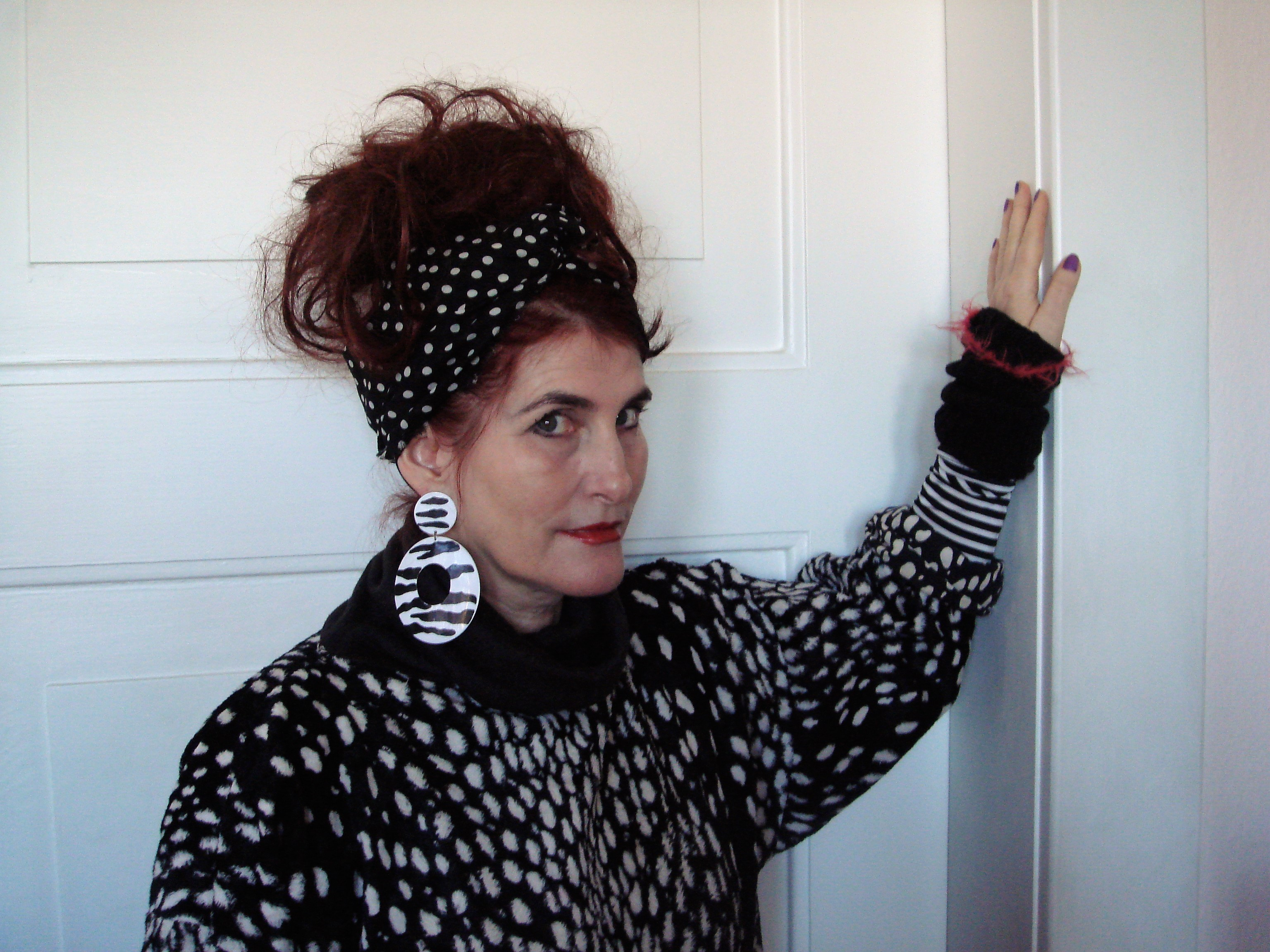
Ruth Zadek (2008)

Ruth Zadek (* 20. Mai 1953 in Neustrelitz) ist eine deutsche bildende Künstlerin.

## Leben
Sie ist die zweite von drei Töchtern der jüdisch-kommunistischen Widerstandskämpfer Gerhard Zadek und Alice Zadek. Ruth Zadek wuchs in Berlin auf, studierte an der Humboldt-Universität zu Berlin Kunstpädagogik und Geschichte und schloss ihr Studium im Jahr 1975 mit Diplom ab.
Um sich künstlerisch entfalten zu können, reiste sie 1981 aus der DDR aus und zog nach Nürnberg, wo sie bis heute lebt und arbeitet. Sie unterstützte auch andere DDR-Bürger dabei, im Westen Fuß zu fassen, so z. B. den in der DDR erfolgreichen Jazz-Gitarristen Uwe Kropinski, der im Jahr 1986 nach einem Konzert in Bayern nicht mehr in die DDR zurückkehren wollte. In dem im Jahr 1996 im Ostdeutschen Rundfunk Brandenburg ausgestrahlten Dokumentarfilm „Shalom Genossen“ von Gitta Nickel berichtet Ruth Zadek, welche Folgen ihre Ausreise für sie und ihre in der DDR aktiven Eltern hatte.
In den Jahren 1984 bis 1989 studierte sie Malerei und freie Grafik an der Akademie der Bildenden Künste Nürnberg bei Georg Karl Pfahler. Dort wurde sie Meisterschülerin und später auch Assistentin bei Georg Karl Pfahler und Rolf-Gunther Dienst. Seit 1993 ist Ruth Zadek freischaffend als Bildende Künstlerin tätig und war seitdem an Einzel- und Gruppenausstellungen im In- und Ausland beteiligt, u. a. in der Kunsthalle Nürnberg, in der Kunsthalle Tübingen, in der Galerie der Künstler München, im Stadtmuseum Erlangen und im Nürnberger Haus in Krakau.
Parallel unterrichtete sie an der Sommerakademie für Bildende Kunst in Salzburg (1994, 1997) und an der Sommerakademie des Zentrums für interdisziplinäre Gestaltung in Plauen (2002).
Als Programmkoordinatorin und künstlerische Leiterin rief sie die erste „Blaue Nacht“ in Nürnberg mit ins Leben. In den Jahren 2002 bis 2020 war Ruth Zadek als ehrenamtliche Stadträtin im Nürnberger Stadtrat vertreten, u. a. auch als kulturpolitische Sprecherin und im Kulturausschuss des Bayerischen Städtetags.
Im Jüdischen Museum Berlin berichtet Ruth Zadek 2023 als Zeitzeugin in der Ausstellung „Ein anderes Land. Jüdisch in der DDR“ in Exponaten und Interviews, wie sie die DDR als Kind jüdisch-kommunistischer Widerstandskämpfer und als Künstlerin erlebt hat.

## Künstlerisches Schaffen (Auswahl)

### Ausstellungen
- 1988: Ausstellungsbeteiligung „Junge Künstler“, Kunsthalle Nürnberg und Galerie der Künstler München[10]
- 1989: Ausstellungsbeteiligung „Meisterschüler von G. K. Pfahler“, Kunsthalle Tübingen
- 1991: Einzelausstellung, Bechsteinhaus, Berlin
- 1991: Ausstellungsbeteiligungen „Schüler von G. K. Pfahler“, Kunstverein Aalen und Ecole supérieure d'art, Aix-en-Provence (Frankreich)
- 1992: Einzelausstellung, Institut für ästhetische Grenzbereiche Kohlenhof, Nürnberg
- 1993: Ausstellungsbeteiligungen „KunstRaum Franken 1993/94“, Kunsthalle, Nürnberg (Katalog[11]) und „Junge Künstler“, Galerie Steingraeber Bayreuth (Katalog der Hypo-Bank München „Junge Künstler Deutscher Akademien 93/94“)[12]
- 1996: Einzelausstellung „Ausschnitte“, Kunstverein, Ulm
- 1996: Ausstellungsbeteiligung „Kunstgang“, Stadtmuseum Erlangen[13]
- 1997: Einzelausstellung „Raum–Bild–Ort“, Kunstverein Nürnberg – Albrecht Dürer Gesellschaft, Nürnberg[14]
- 1998: Ausstellungsbeteiligung „Von der Wand in den Raum“, Galerie Geiger, Stuttgart (jetzt Konstanz)[15] und „Dialog“, Kunstpalast, Krakau (Polen)
- 2004: Einzelausstellung „Objekte und Papierarbeiten“, Artconcept Nürbanum, Nürnberg[16]
- 2005: Ausstellungsbeteiligung „Kaspar Hauser 3 mal zeitgenössisch“, Rotary Club, Herzogenaurach[17]
- 2006: Ausstellungsbeteiligung „Briefe an Anne Frank“, Museen Nürnberg Historischer Kunstbunker, Nürnberg[18]
- 2007: Einzelausstellung „Woher wohin? Vergessen erinnern!“, Nürnberger Haus, Krakau (Polen)[19]
- 2007: Einzelausstellung „My Private Land“, Kunstraum Sterngasse, Nürnberg[20]
- 2010: Ausstellungsbeteiligung „Pecha Kucha – Krakau“, Galerie Bernsteinzimmer, Nürnberg
- 2014: Ausstellungsbeteiligung „25 Jahre“, Kunstverein Kohlenhof, Nürnberg
- 2016: Ausstellungsbeteiligung „25 Jahre Artothek“, KunstKulturQuartier, Nürnberg

### Bücher
- 2003: Buchprojekt „Das Phänomen 'Junkanoo' oder der andere Umgang, mit Katastrophen-fertig zu werden“ (Bahamas / Deutschland)[21]
- 2005: Beitrag in „Ich schreibe dir, weil auch ich mir Frieden wünsche“ – Briefe an Anne Frank (hrsg. von Madeleine Weishaupt)[22]
- 2011 Beitrag im Buch „Glücksuchende? Conditio Judaica im sowjetischen Film“ (hrsg. von Lilia Antipow / Jörn Petrick / Matthias Dornhuber)

### Theater
- 1987: Bühnenbild zu „Seven Up – eine Freizeitmusik“ mit Texten von Kurt Schwitters, Kammerspiele, Nürnberg
- 1988: Bühnenbild und Kostüme für „Supplement au voyage de Victor Segalen“, Institut français Stuttgart
- 1999: Bühnenbild und Kostüme zu „Heute Abend Lola Blau“, Stadttheater Fürth

### Installationen
- 1992: „Eat Art“, Goethe-Institut, Budapest (Ungarn)
- 1994 Kunstaktion zur Jubiläumsfeier des KPZ, Germanisches Nationalmuseum, Nürnberg

## Dokumentarfilme
- „Schalom, Genossen“ (über die Familie Zadek, mit Ruth Zadek), TV-Ausstrahlung 1996 im Ostdeutschen Rundfunk Brandenburg (Autoren Gitta Nickel Wolfgang Schwarze, Länge 45 min)[23]
- „Generation 49 plus“, TV-Ausstrahlung 2007 im Franken Fernsehen (Autor Michael Aue, Länge 30 min.)[24]
- 75 Jahre Deutschland: Wir Grenzgänger - "Terra X History"-Dokumentation (Ausstrahlung: ZDF, 1. Oktober 2024, 20:15 Uhr) Im Mittelpunkt des Films stehen deutsch-deutsche Biografien von Menschen, in deren Leben sich die Geschichte des geteilten Landes spiegelt, u. a. Ruth Zadek